# Broekwegwetering
De Broekwegwetering is een uitloper van de Zoetermeerse Plas in het recreatiegebied Noord Aa, naar het gemaal De Leyens. Vanaf de wetering loopt een kreek terug naar de Zoetermeerse Plas, waardoor het schiereiland "Het Lange Land" ontstaat.
De Zoetermeerse woonwijk De Leyens is mede gewild door de ligging rond dit goed bevaarbare water.

## Vakgemaal De Leyens

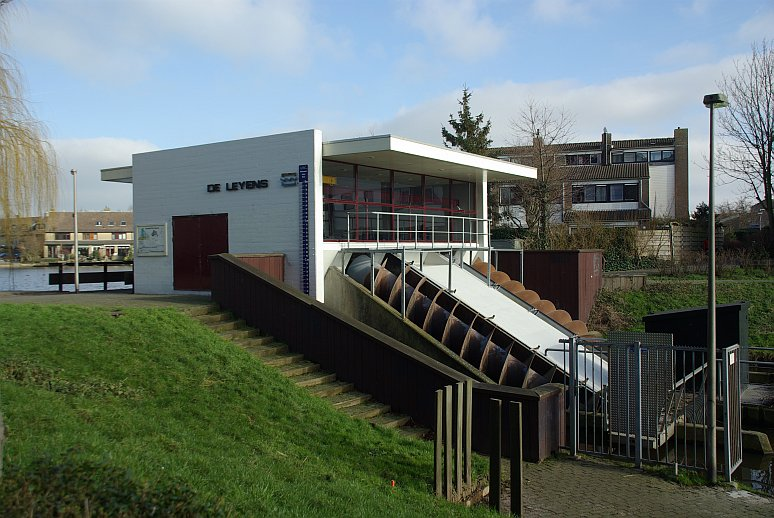
Gemaal De Leyens

## Winter, december 2007

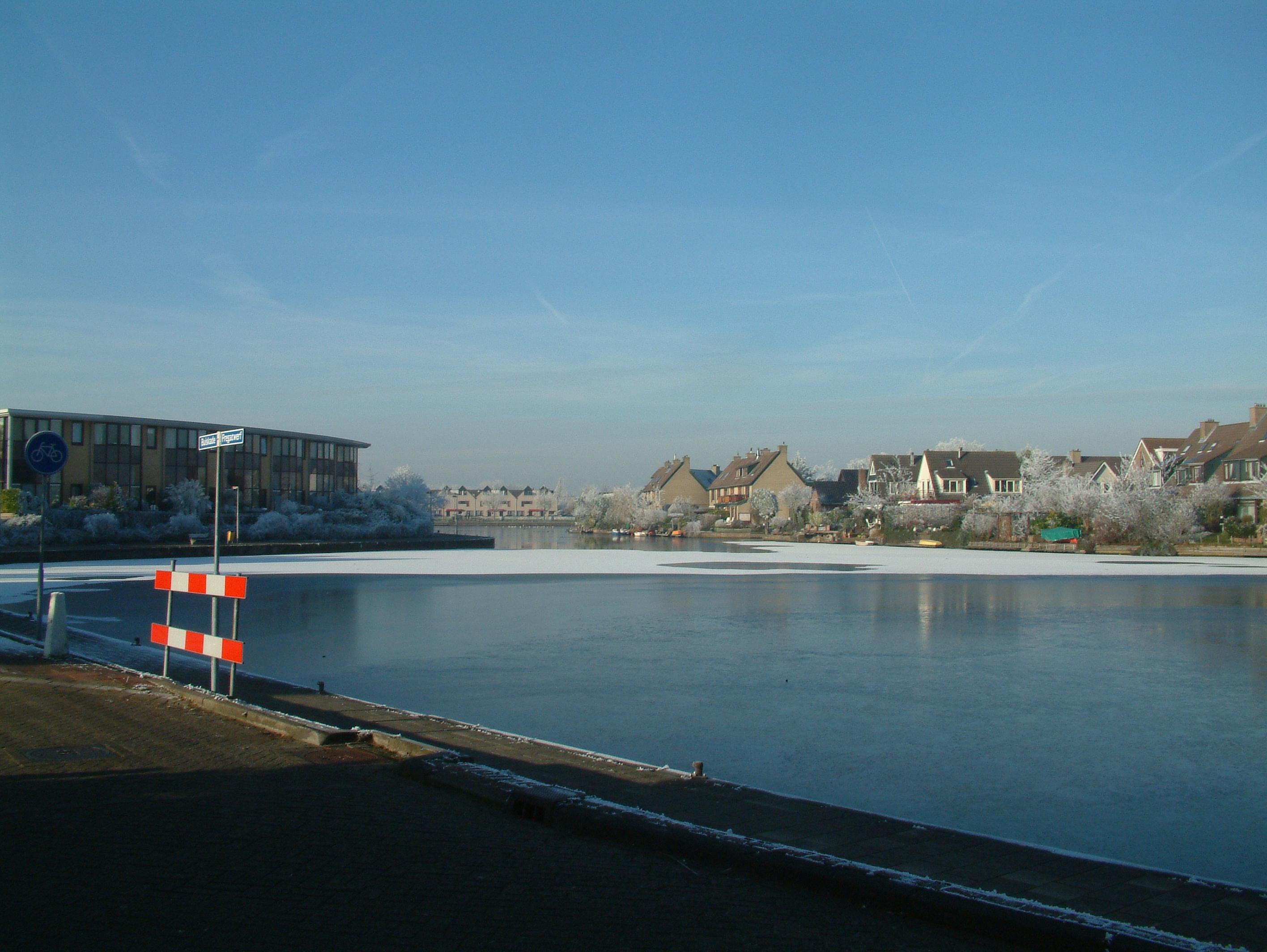
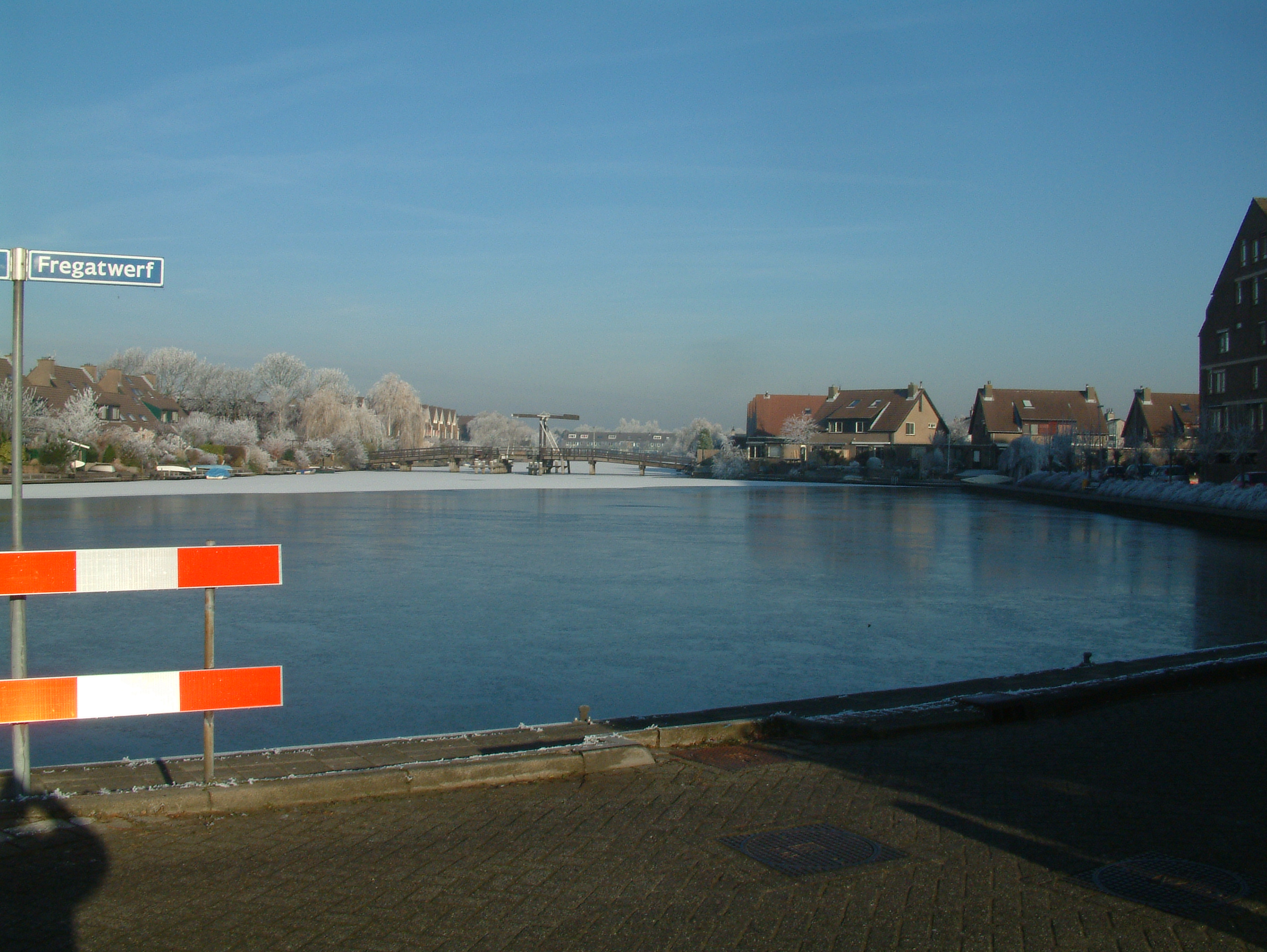
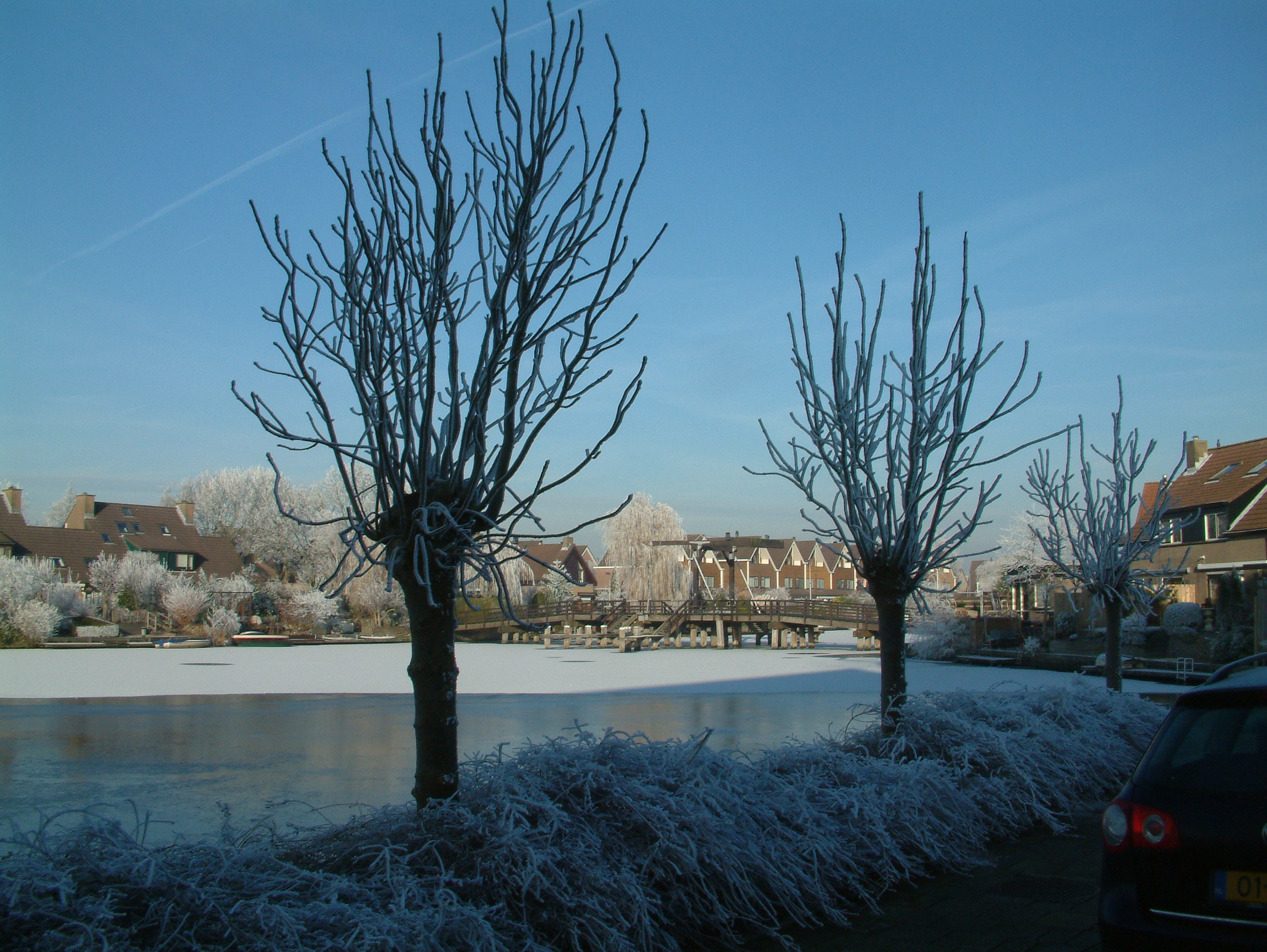
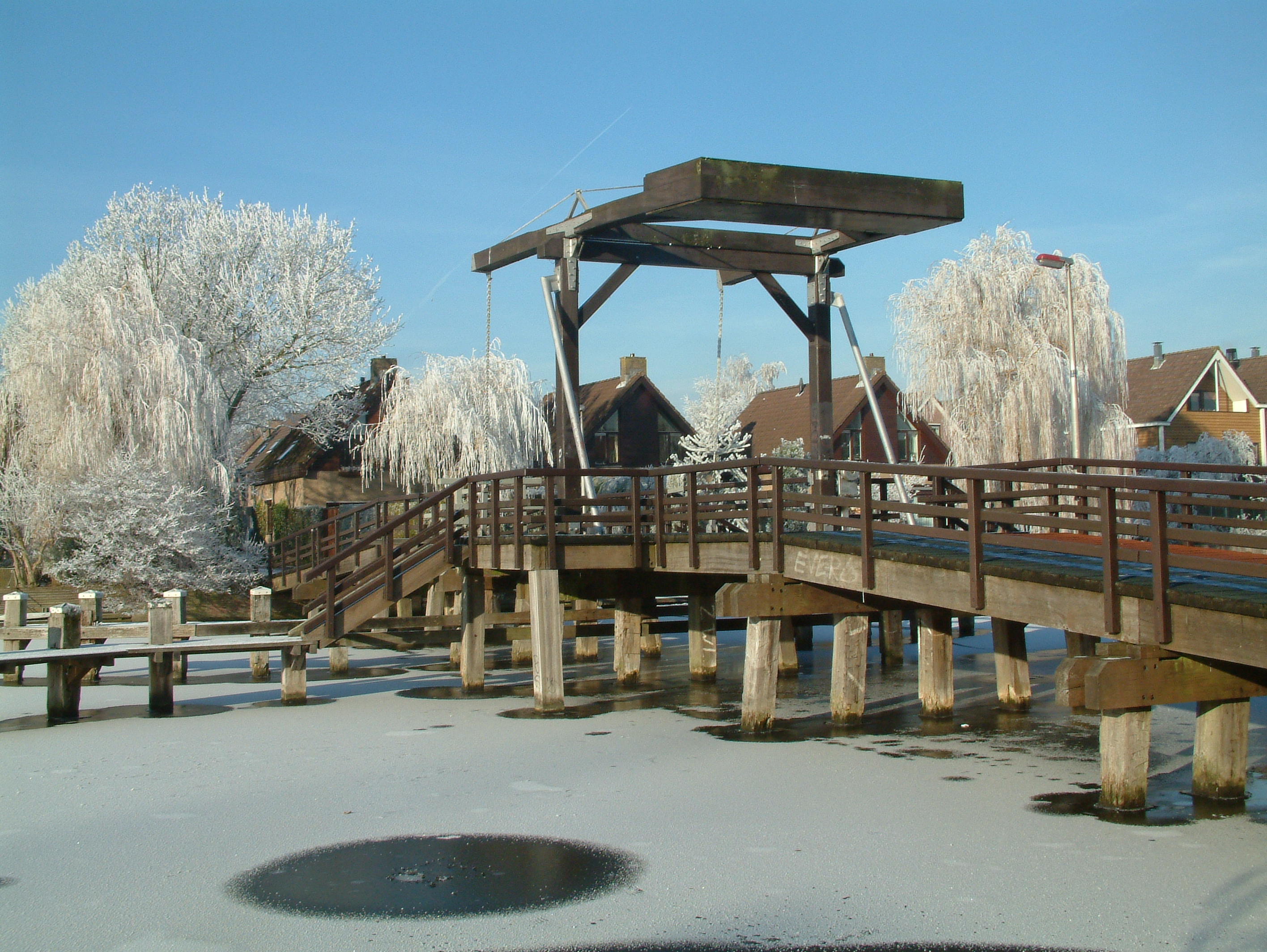
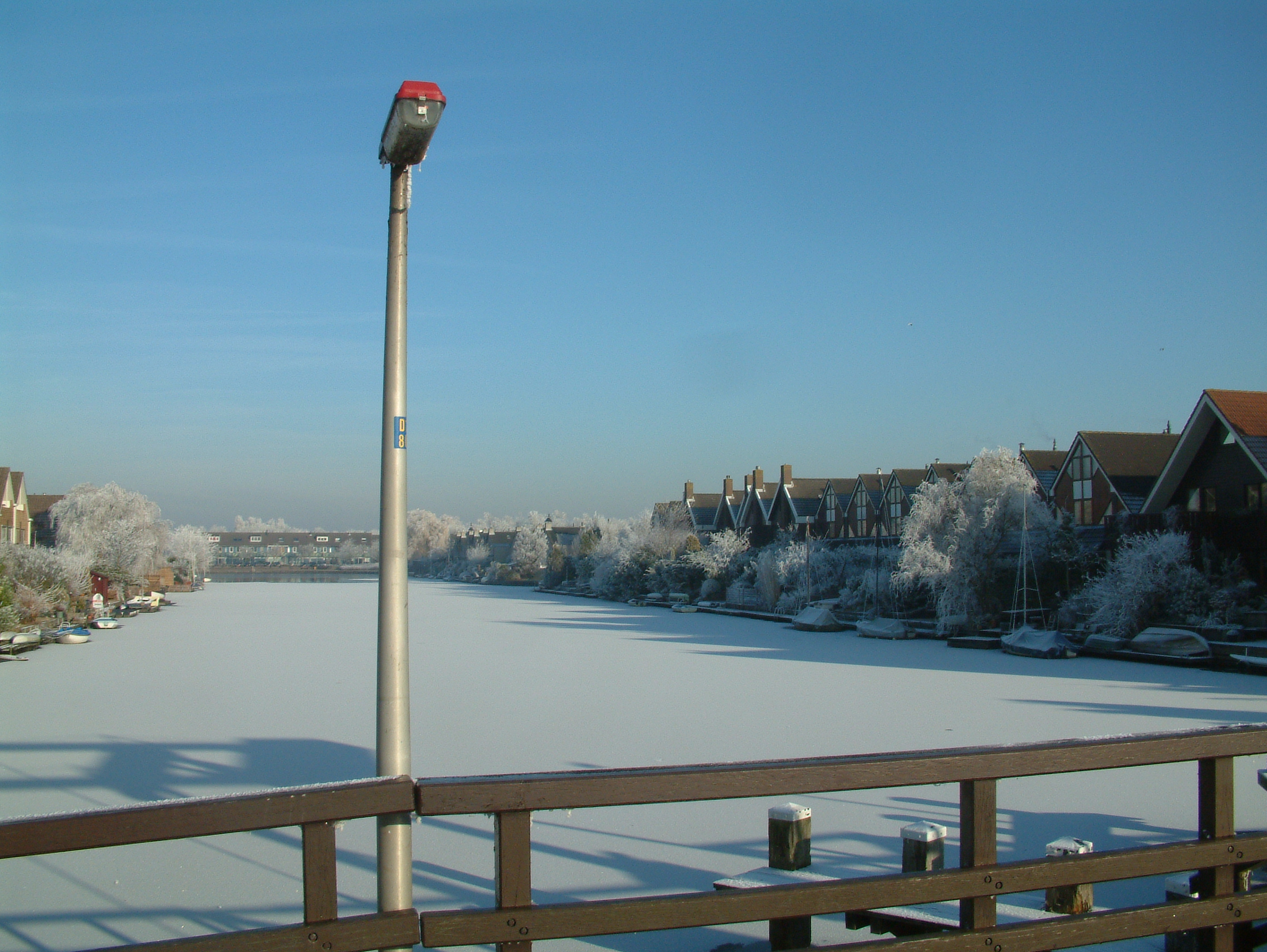
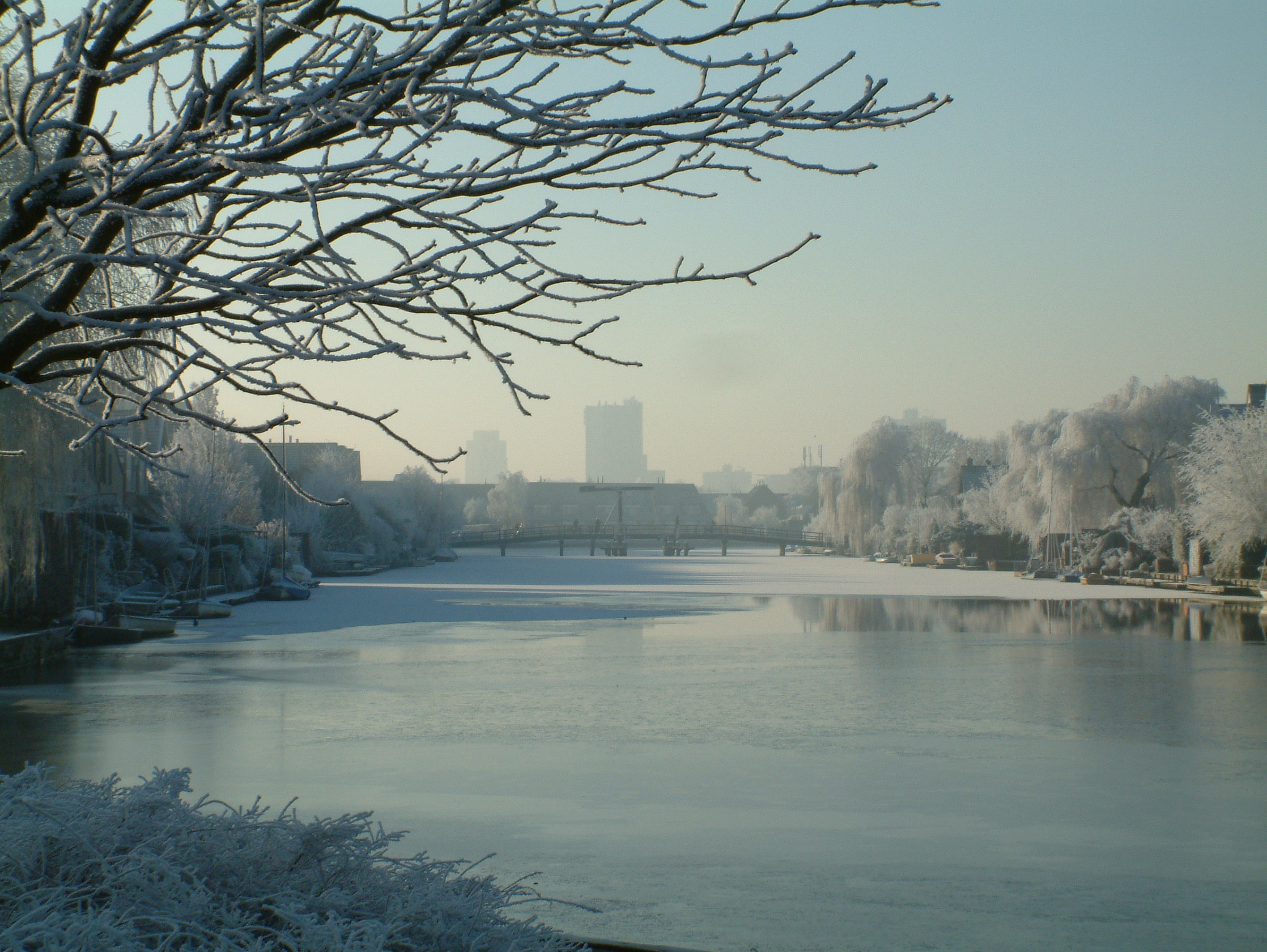
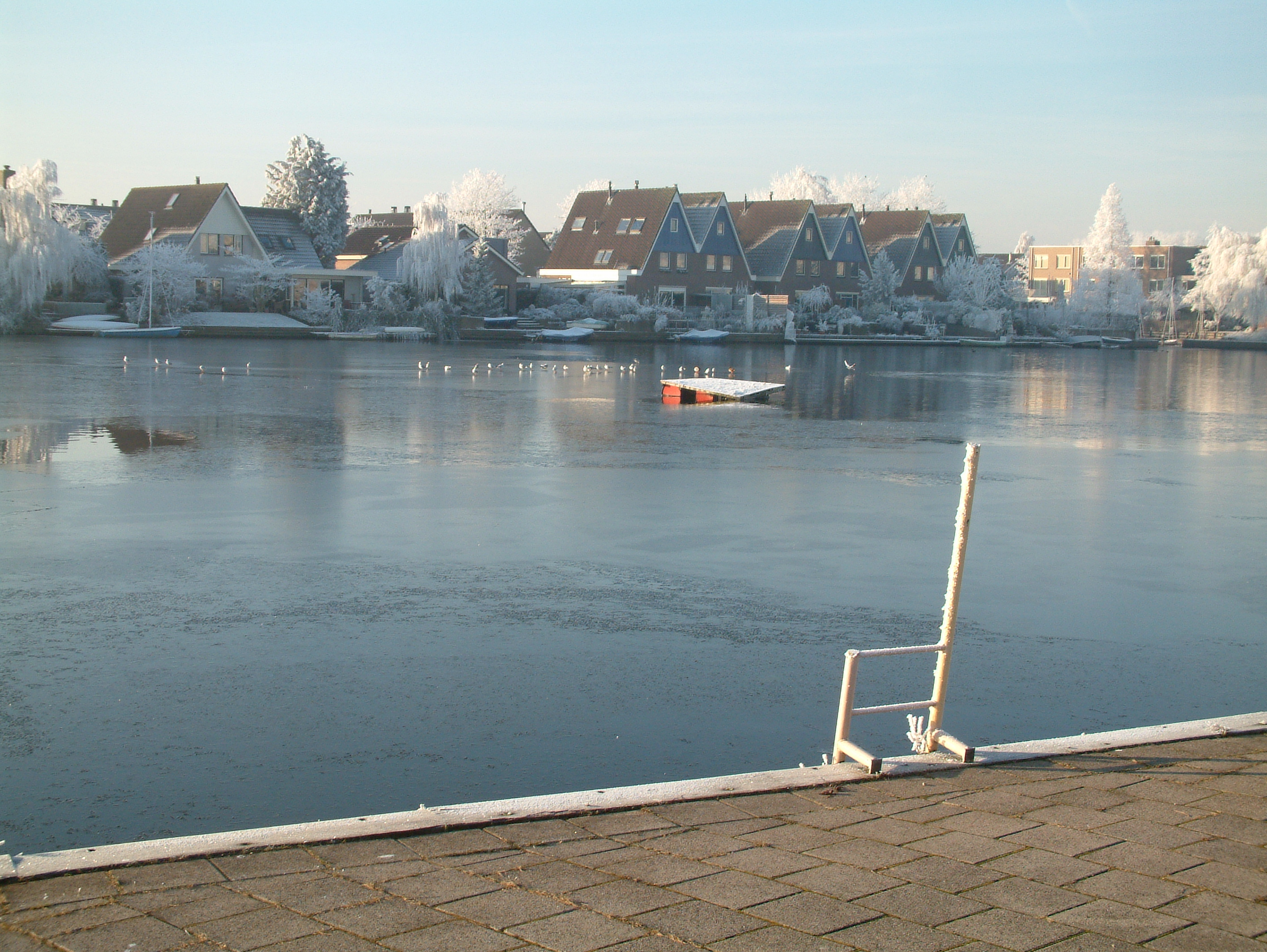
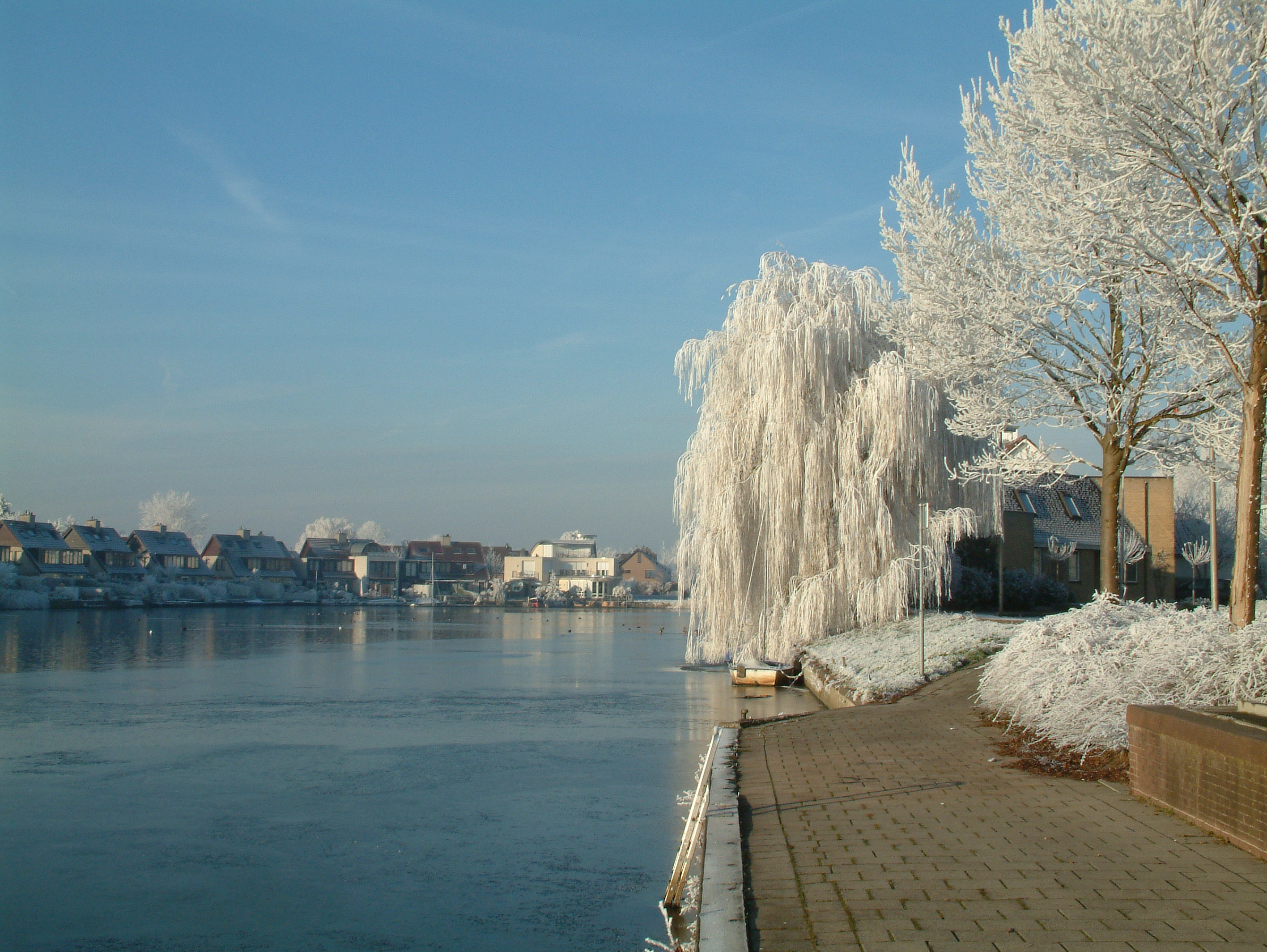
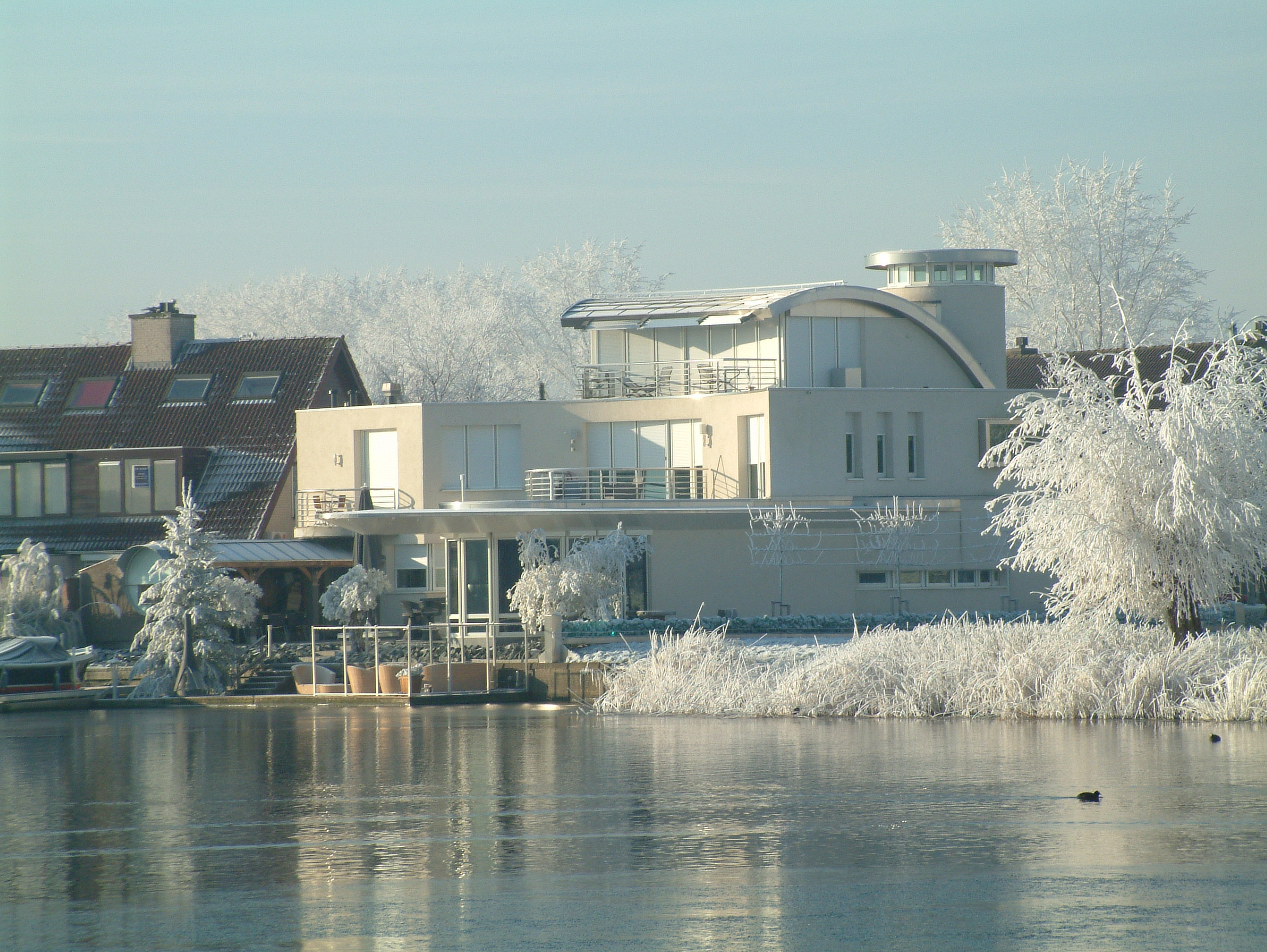
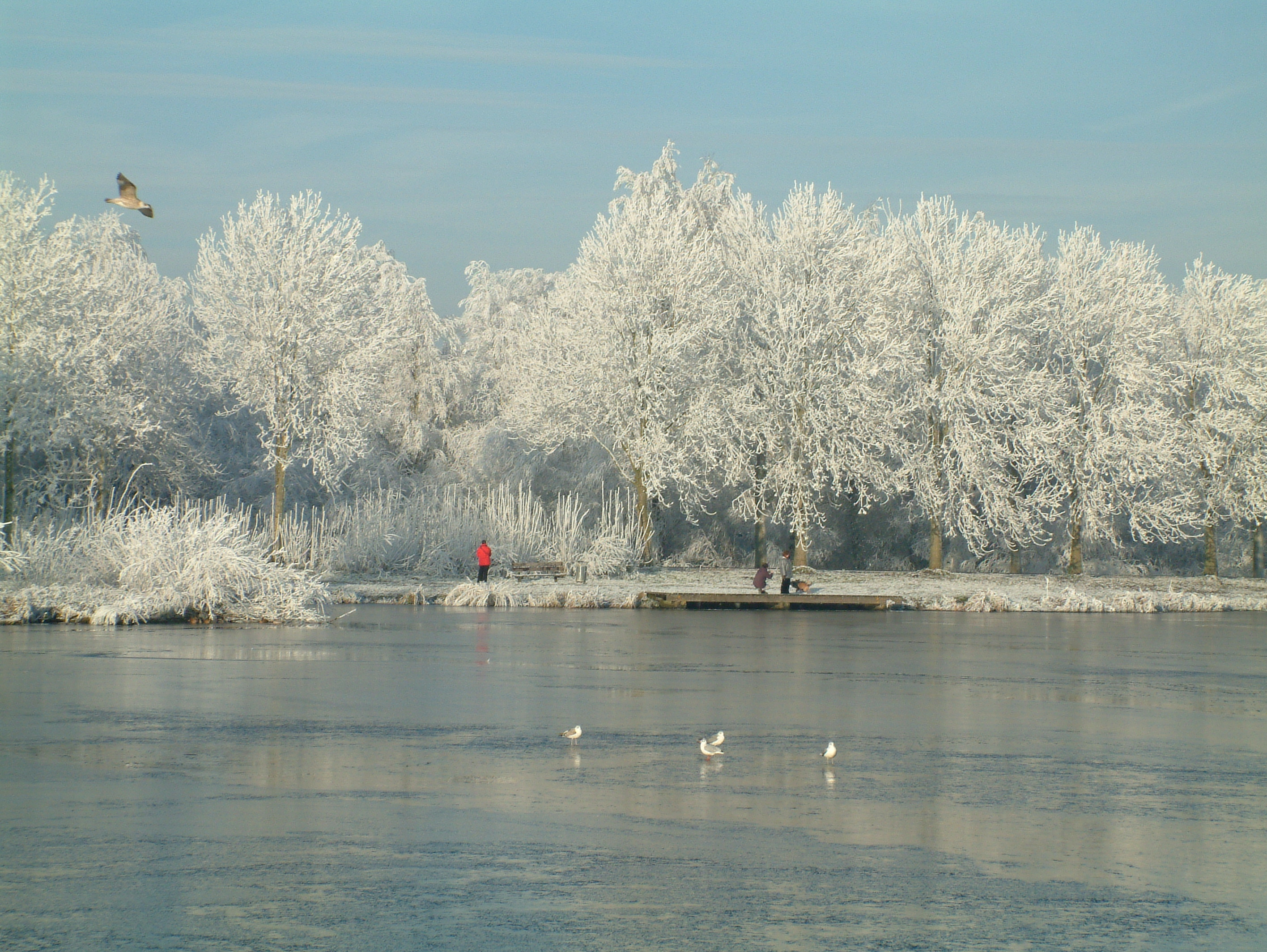
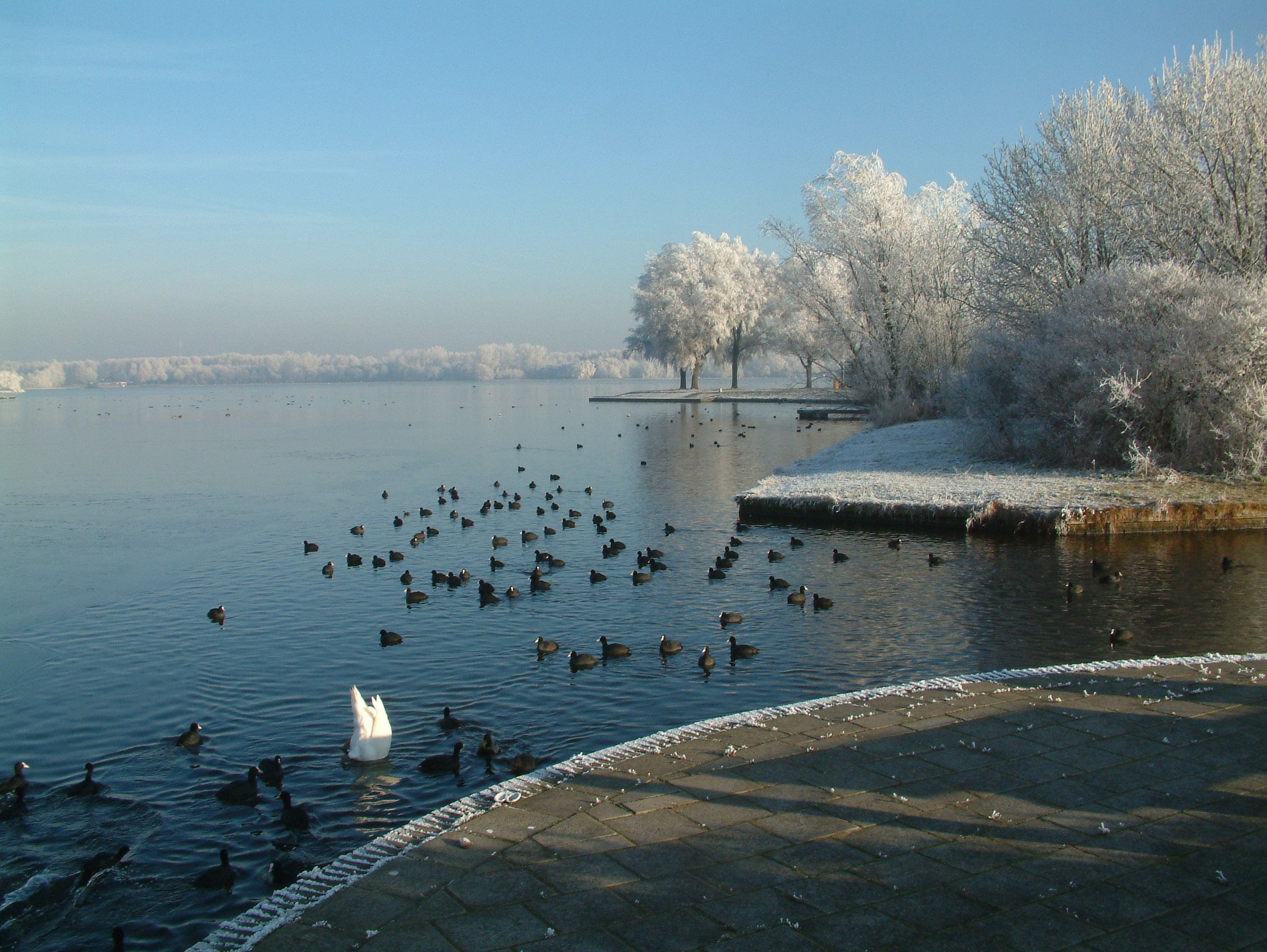
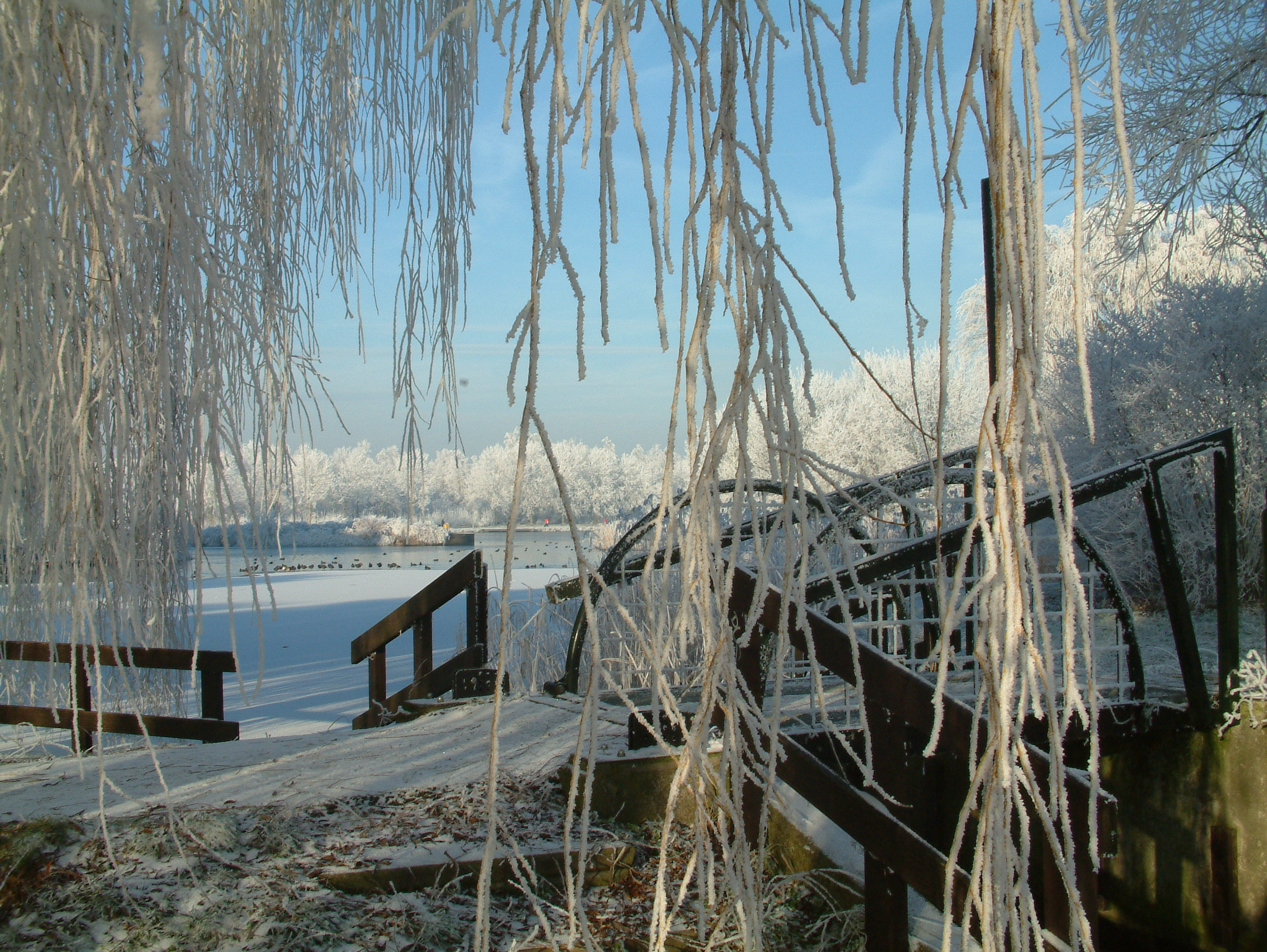
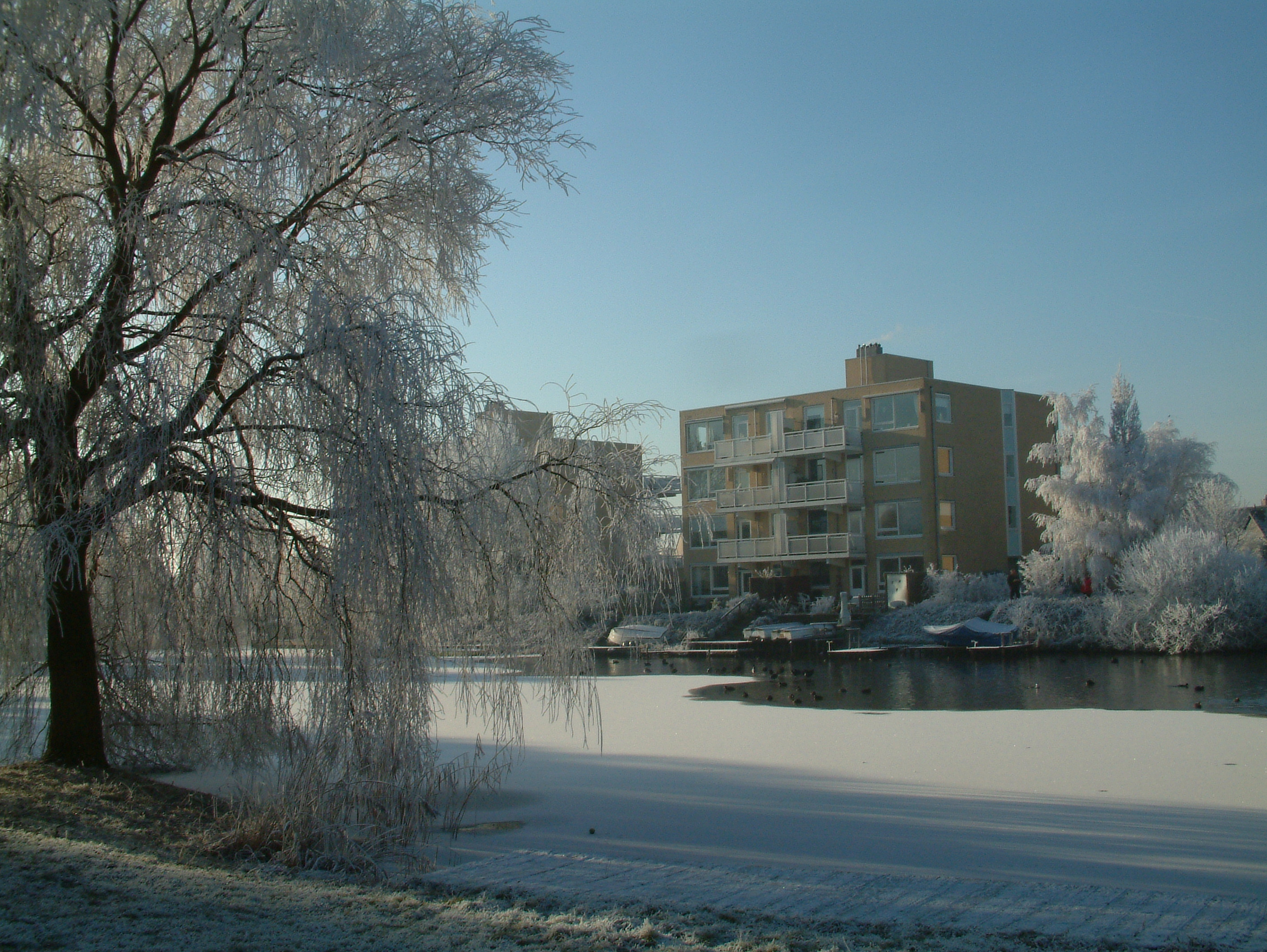
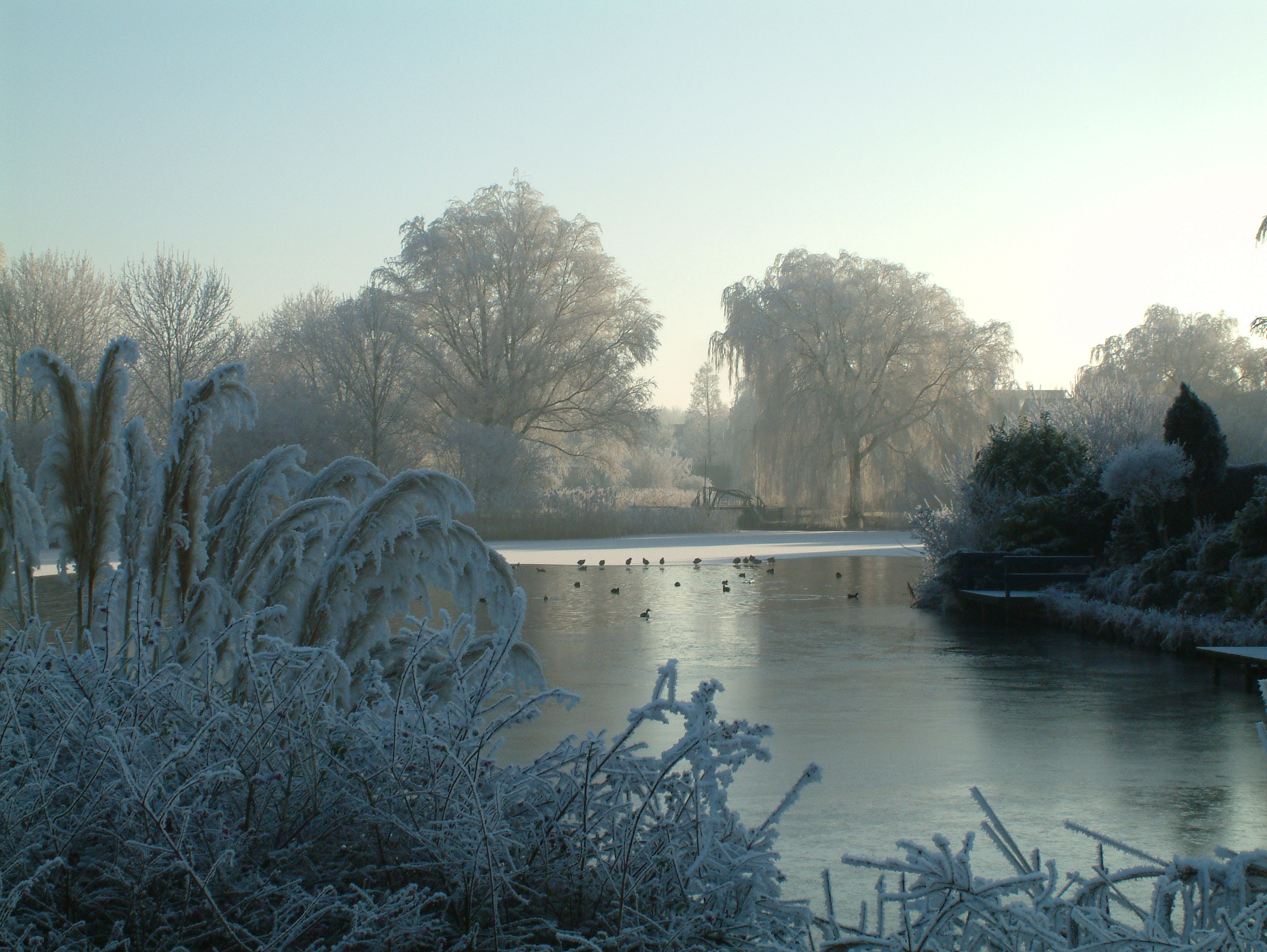

## Zomers, mei 2004

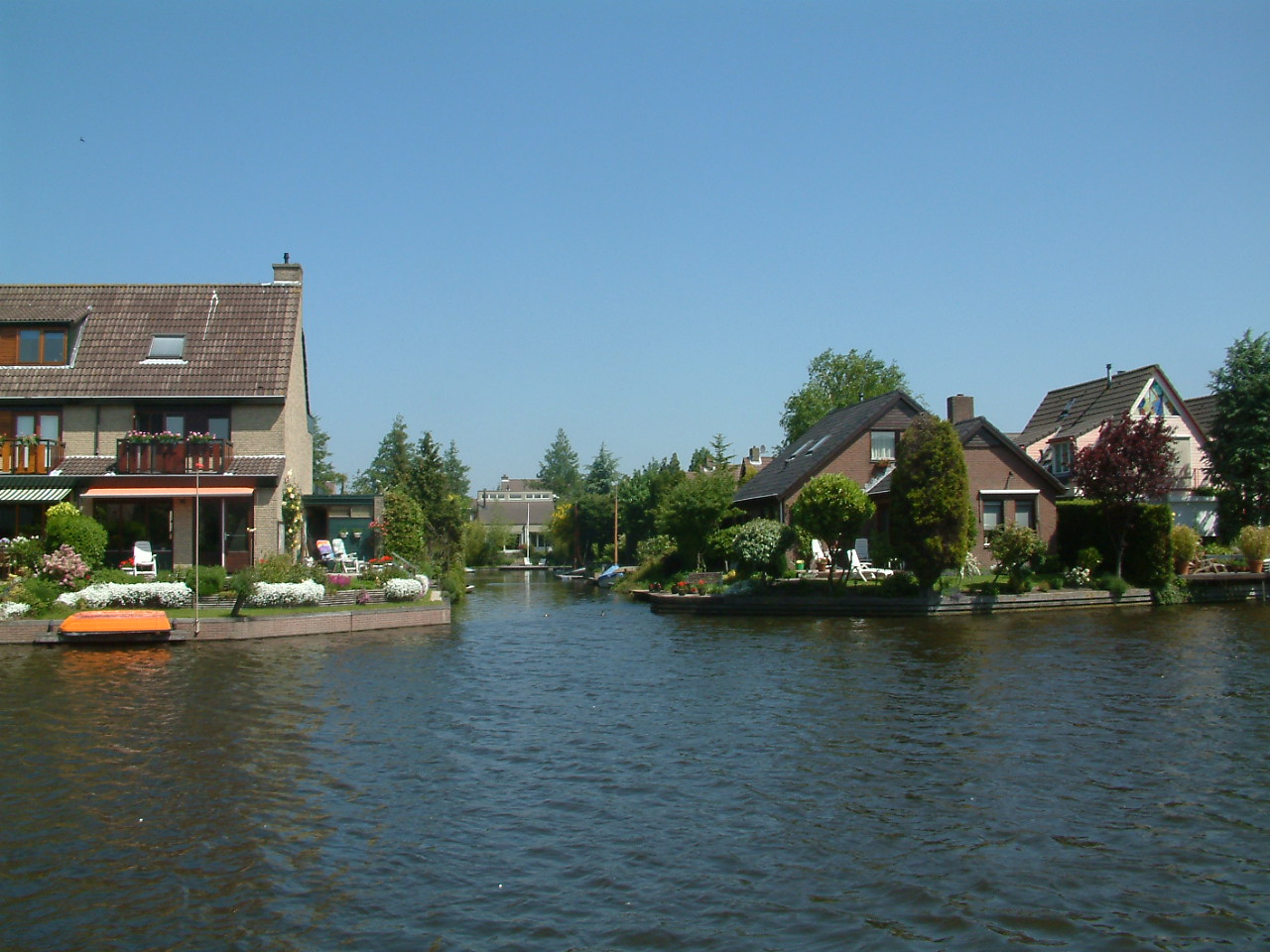
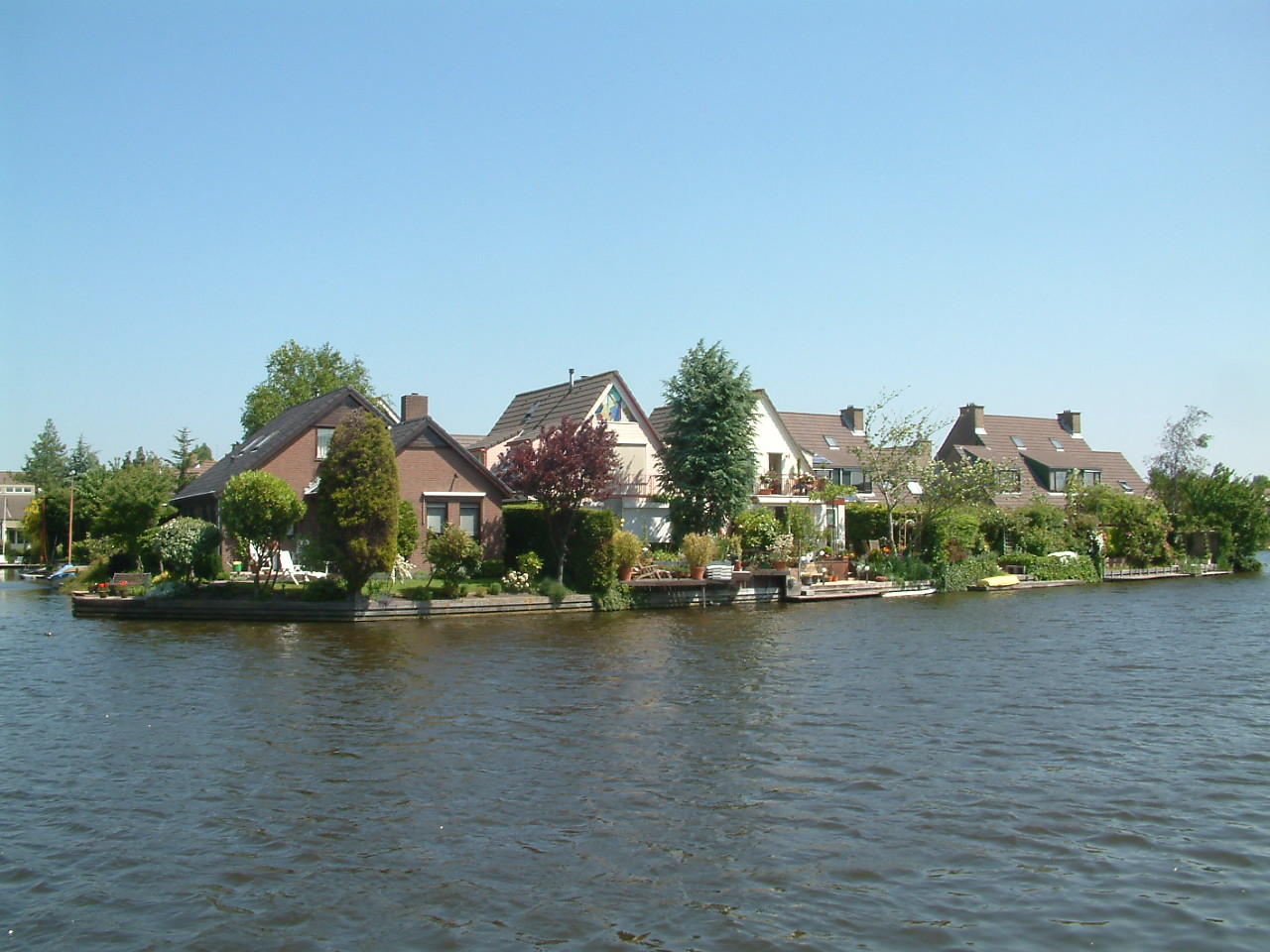
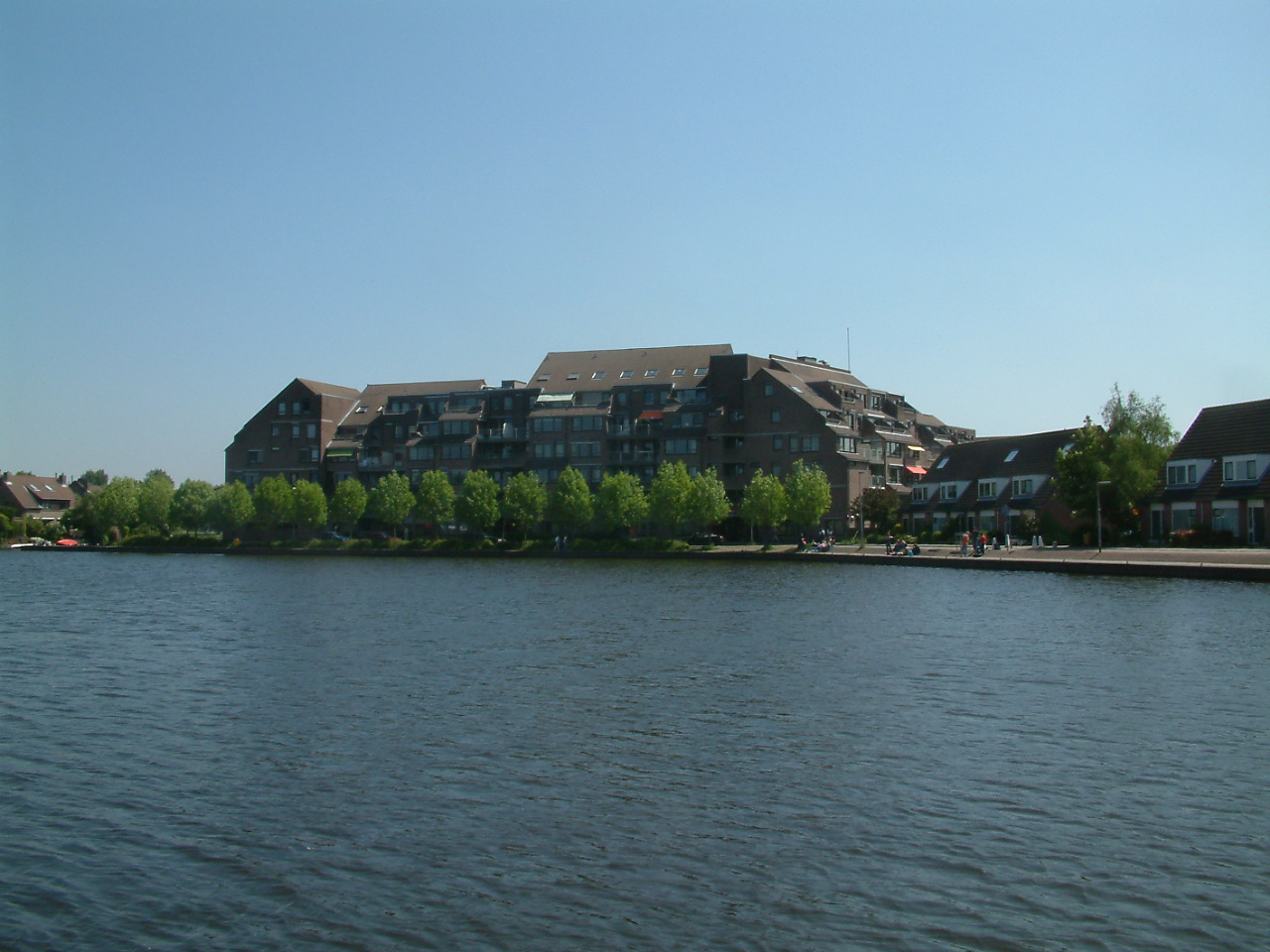
Het Fregat
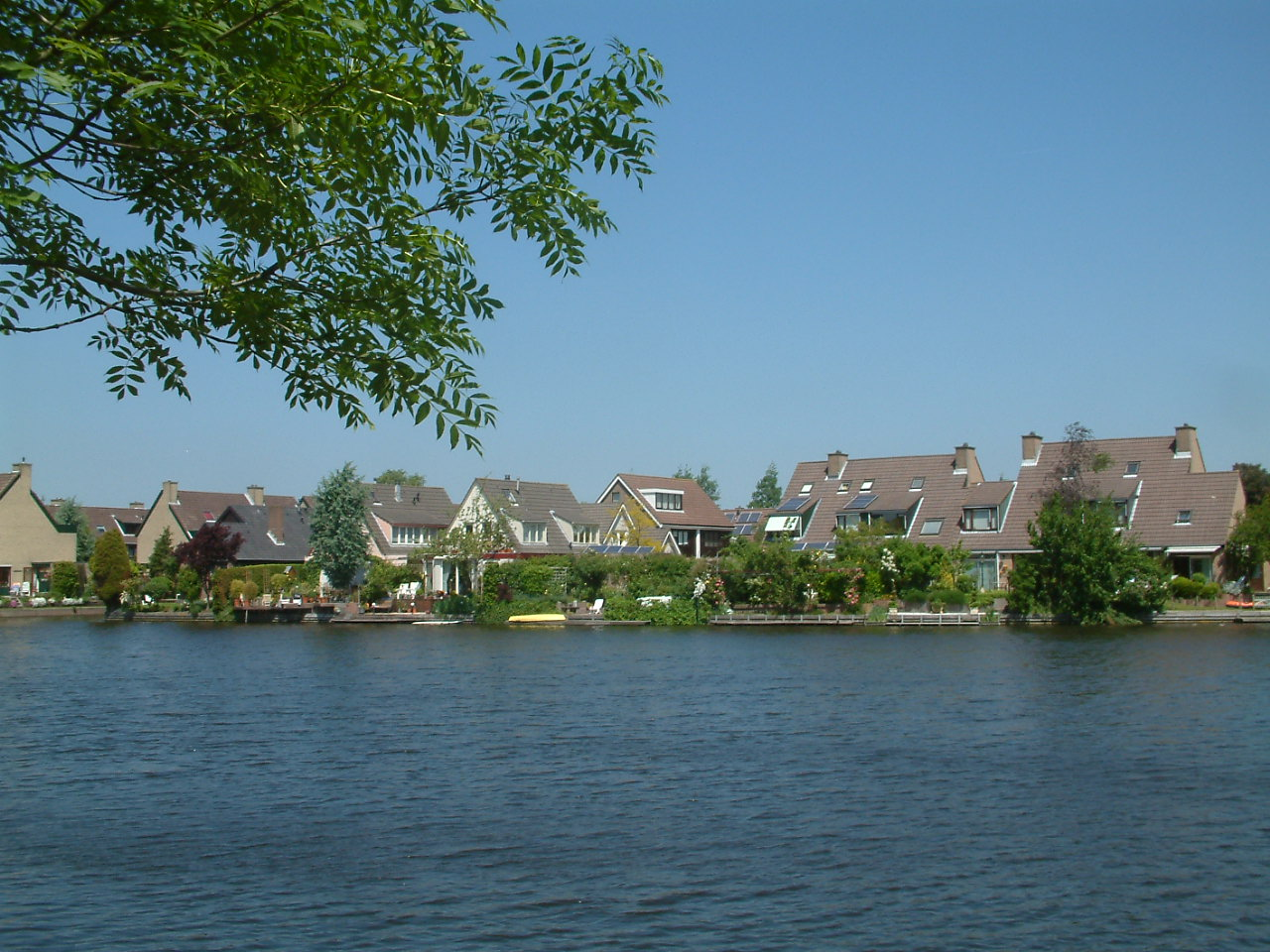
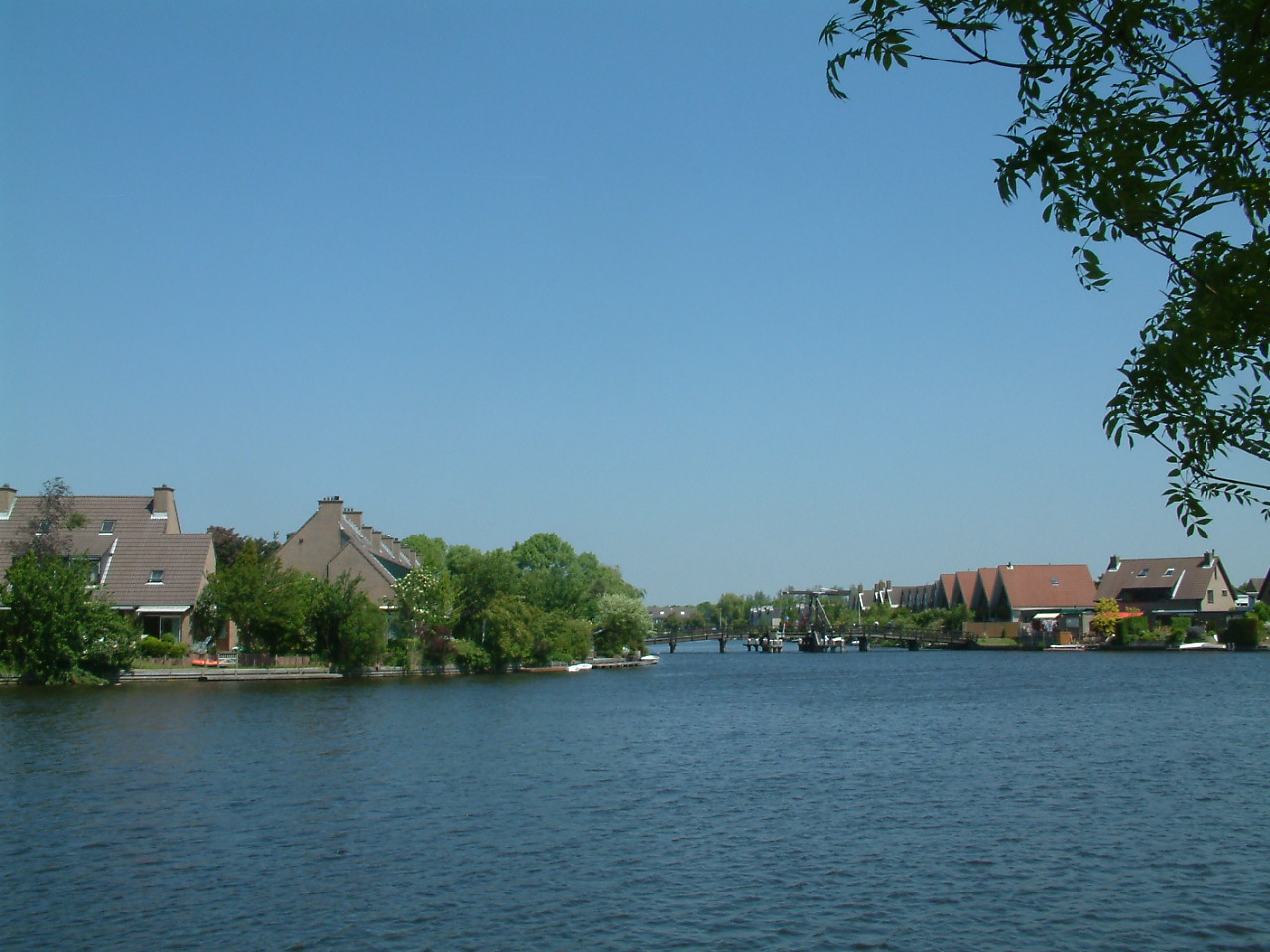